# 望海寺乡
望海寺乡，是中华人民共和国山西省临汾市永和县下辖的一个乡镇级行政单位。2021年5月，南庄乡、打石腰乡，合并设立望海寺乡。

## 行政区划
望海寺乡下辖以下地区：
红崖渠村、南庄村、北河路村、郭家村、社里村、刘家屹崂村、白家腰村和百湾只村。
郑家垣村、李家垣村、于家凹村、冯家山村、冯家凹村、马家岭村、辛舍果村和郭家山村。